# 2. Feldhockey-Bundesliga 2013/14 (Herren)
Die Saison 2013/14 begann am 7. September 2013 und endete – unterbrochen von der Hallensaison – am 1. Juni 2014.

## Abschlusstabellen
Legende:

| (A) | Absteiger aus der 1. Bundesliga |
| (N) | Aufsteiger aus der Regionalliga |
|     | Aufsteiger in die 1. Bundesliga |
|     | Absteiger in die Regionalliga   |

| Platz | Club                | Spiele | Tore  | Punkte |
| ----- | ------------------- | ------ | ----- | ------ |
| 1.    | Düsseldorfer HC (A) | 18     | 73:31 | 45     |
| 2.    | Hannover 78         | 18     | 91:43 | 42     |
| 3.    | Schwarz-Weiß Köln   | 18     | 59:40 | 34     |
| 4.    | Klipper THC         | 18     | 54:39 | 32     |
| 5.    | TTK Sachsenwald (N) | 18     | 55:59 | 28     |
| 6.    | Großflottbeker THGC | 18     | 46:51 | 28     |
| 7.    | Kahlenberger HTC    | 18     | 61:62 | 21     |
| 8.    | Oberhausener THC    | 18     | 46:66 | 20     |
| 9.    | Rissener SV         | 18     | 44:60 | 14     |
| 10.   | Blau-Weiss Köln (N) | 18     | 24:80 | 0      |

| Platz | Club                    | Spiele | Tore  | Punkte |
| ----- | ----------------------- | ------ | ----- | ------ |
| 1.    | Münchner SC             | 18     | 71:40 | 44     |
| 2.    | TSV Mannheim            | 18     | 68:37 | 35     |
| 3.    | Zehlendorfer Wespen     | 18     | 60:39 | 34     |
| 4.    | SC Frankfurt 1880 (A)   | 18     | 59:45 | 34     |
| 5.    | TuS Lichterfelde        | 18     | 42:38 | 25     |
| 6.    | HTC Stuttgarter Kickers | 18     | 53:62 | 21     |
| 7.    | SC Charlottenburg (N)   | 18     | 36:37 | 20     |
| 8.    | TG Frankenthal          | 18     | 41:52 | 18     |
| 9.    | Dürkheimer HC           | 18     | 37:57 | 12     |
| 10.   | Rot-Weiß München (N)    | 18     | 24:80 | 6      |